# Benoît V
Pour les articles homonymes, voir Benoît.
Benoît V, dit Grammaticus (« le Grammairien »), est mort le 4 juillet 965 ou 966 à Hambourg (Allemagne). Il est le 132e pape de l'Église catholique selon la liste de l'Annuaire pontifical, de fin mai à fin juin 964.

## Biographie
Élu par le patriciat et la plèbe de Rome le 22 mai 964, après la mort de Jean XII le 14 mai, contre Léon VIII. Celui-ci avait été élu en décembre 963 après la déposition de Jean XII par une assemblée de prélats réunie à l'incitation de l'empereur des Romains Otton Ier et resta un fervent rival. Benoît V fut consacré fin mai 964. Au moment de son élection il était simple prêtre et savant remarquable et les circonstances ne lui avaient pas permis d'accéder à l'épiscopat, nécessaire pour exercer la charge pontificale; cependant, bien que le nouveau pontife fût un homme très pieux, moralement irréprochable et de grande culture (les textes de son époque l'appellent grammaticus), l'empereur Otton Ier n'approuva pas ce choix, et après un siège de courte durée, entra en Rome, installa Léon VIII, le pape qu'il avait fait élire précédemment, et fit arrêter Benoît V (23 juin 964).
Un synode ayant été convoqué, l'empereur obtint la condamnation comme usurpateur de Benoît qui renonça à se défendre et fut dépouillé de ses vêtements pontificaux et officiellement déposé. Son adversaire, le pape Léon VIII, lui brisa sur la tête la crosse pontificale : l'épisode est significatif puisqu'il nous transmet la première information sur l'existence d'un sceptre papal particulier. Le pontife déchu ne fut pas cependant réduit à l'état laïc mais on lui permit de conserver le diaconat.
Otton Ier l'exila à Hambourg, où l'ordinaire du lieu, Adaltag, le traita avec grand respect en lui permettant même de prêcher, si bien qu'il fut à l'origine de nombreuses conversions au catholicisme et des retours à la pratique religieuse.
Il mourut à Hambourg le 4 juillet 965 ou 966, vénéré de tous pour la sainteté de sa vie, et fut enterré dans la cathédrale de la ville.

## Postérité
Comme dans les années suivantes Hambourg fut attaquée et détruite par les Slaves, la rumeur se répandit que Benoît lui-même avait prévu ces malheurs et prédit qu'ils prendraient fin lorsque son corps aurait été enterré auprès de la tombe de saint Pierre. Les restes du pape détrôné furent effectivement transférés à Rome, et inhumés dans ce qu'on appelait le « Paradis », le grand atrium à quatre portiques de la basilique Saint-Pierre, par ordre de l'empereur Otton III en 999.
La tombe et les restes de Benoît V disparurent entre 1506 et 1539, pendant les travaux de démolition de la vieille basilique et la construction de la nouvelle.
On attribue parfois à Benoît V le titre de saint et sa fête serait le 4 juillet, jour de sa mort ; en réalité son nom ne figure dans aucune édition du Martyrologe romain.